# Alberto de Oliveira
 (juillet 2022).
Si vous disposez d'ouvrages ou d'articles de référence ou si vous connaissez des sites web de qualité traitant du thème abordé ici, merci de compléter l'article en donnant les références utiles à sa vérifiabilité et en les liant à la section « Notes et références ».
Antônio Mariano de Oliveira (Saquarema, 28 avril 1857 - Niterói, 19 janvier 1937) était un poète, pharmacien et professeur brésilien, plus connu par son nom de plume de Alberto de Oliveira. Avec Olavo Bilac et Raimundo Correia, il a fait partie de la « triade parnassienne », brésilienne. Il a été secrétaire d'État à l'éducation, membre associé de l'Académie des sciences de Lisbonne et membre de l'Académie brésilienne des lettres de 1897 jusqu'à sa mort en 1937.

## Œuvres
- Canções Românticas. Rio de Janeiro: Gazeta de Notícias, 1878.
- Meridionais. Rio de Janeiro: Gazeta de Notícias, 1884.
- Sonetos e Poemas. Rio de Janeiro: Moreira Maximino, 1885.
- Relatório do Diretor da Instrução do Estado do Rio de Janeiro: Assembléia Legislativa, 1893.
- Versos e Rimas. Rio de Janeiro: Etoile du Sud, 1895.
- Relatório do Diretor Geral da Instrução Pública: Secretaria dos Negócios do Interior, 1895.
- Poesias (edição definitiva). Rio de Janeiro: Garnier, 1900.
- Poesias, 2e série. Rio de Janeiro: Garnier, 1905.
- Páginas de Ouro da Poesia Brasileira. Rio de Janeiro: Garnier, 1911.
- Poesias, 1re série (edição melhorada). Rio de Janeiro: Garnier, 1912.
- Poesias, 2e série (segunda edição). Rio de Janeiro: Garnier, 1912.
- Poesias, 3e série Rio de Janeiro: F. Alves, 1913.
- Céu, Terra e Mar. Rio de Janeiro: F. Alves, 1914.
- O Culto da Forma na Poesia Brasileira. São Paulo: Levi, 1916.
- Ramo de Árvore. Rio de Janeiro: Anuário do Brasil, 1922.
- Poesias, 4e série. Rio de Janeiro: F. Alves, 1927.
- Os Cem Melhores Sonetos Brasileiros. Rio de Janeiro: Freitas Bastos, 1932.
- Poesias Escolhidas. Rio de Janeiro: Civ. Bras. 1933.
- Póstuma. Rio de Janeiro: Academia Brasileira de Letras, 1944.